# Aedes furcifer
Aedes furcifer es un culícido (mosquito) que puede ser portador del virus de la fiebre amarilla, así como de otras enfermedades, como la chikunguña, la fiebre de Zika y el virus Mayaro. Es miembro del subgénero Stegomyia dentro del género Aedes (al que pertenece el estrechamente emparentado Aedes taylori, vector también de enfermedades virales).
Fue nombrado en 1913 como nomen novum para nigra (Theobald). Aedes furcifer y Aedes taylori han sido consideradas como dos especies, normalmente encontradas simpátricamente, pero son difíciles de separar morfológicamente así que se suele aplicar el término "grupo Aedes furcifer-taylori" para las dos especies. No siempre ha sido posible diferenciar las dos especies por trabajadores que realizan estudios sobre estos insectos.
Aedes furcifer es la especie tipo del grupo Aedes (Diceromyia) furcifer en la ecozona afrotropical, comprendiendo tres especies: Aedes furcifer (Edwards), Aedes taylori (Edwards), y Aedes cordellieri (Huang). En sus estadios inmaduros y adultos, la hembra del A. furcifer sensu stricto y de A. cordellieri son morfológicamente muy difíciles de distinguir.  Las diferencias en los genitales del macho son las únicas características útiles para separar estos taxones.

## Descripción
Aedes furcifer es un "mosquito de hueco de árbol", i.e., sus etapas larvarias se desarrollan en agujeros de árboles. La especie ha sido encontrada en Burkina Faso, Etiopía, Gambia, Ghana, Guinea Bissau, Costa de Marfil, Kenia, Nigeria, Senegal, Sudáfrica, Sudán, Tanzania, Togo, y Uganda.

## Importancia médica
Los virus de la fiebre amarilla, chikunguña, fiebre del Zika, bouboui y bunyamwera han sido aislados de miembros del grupo furcifer. Ae. furcifer está implicado en la transmisión de la fiebre amarilla de monos a humanos y humanos a humanos, es un vector potencial del virus del dengue y es un vector del virus del chikunguña.
Aedes furcifer se alimenta fácilmente de monos y humanos. Como se ha observado que se introduce en pueblos para alimentarse de humanos, es considerado como un vector importante entre poblaciones silvestres y poblaciones humanas.